# Рибовиль
Рибови́ль (фр. Ribeauville) — коммуна во Франции, находится в регионе Пикардия. Департамент коммуны — Эна. Входит в состав кантона Гюиз. Округ коммуны — Вервен.
Код INSEE коммуны — 02647.

## Население
Население коммуны на 2010 год составляло 82 человека.
| 1962 | 1968 | 1975 | 1982 | 1990 | 1999 | 2010 |
| ---- | ---- | ---- | ---- | ---- | ---- | ---- |
| 117  | 126  | 113  | 100  | 86   | 74   | 82   |

## Экономика
В 2010 году среди 46 человек трудоспособного возраста (15—64 лет) 33 были экономически активными, 13 — неактивными (показатель активности — 71,7 %, в 1999 году было 56,1 %). Из 33 активных жителей работали 30 человек (17 мужчин и 13 женщин), безработных было 3 (1 мужчина и 2 женщины). Среди 13 неактивных 2 человека были учениками или студентами, 4 — пенсионерами, 7 были неактивными по другим причинам.